# Michał Chojara
Michał Stanisław Chojara (ur. 26 kwietnia 1955 w Ostrowcu Świętokrzyskim) – polski samorządowiec, od 1996 do 2010 burmistrz miasta i gminy Pniewy.

## Życiorys
W 1981 ukończył studia na Politechnice Poznańskiej i otrzymał tytuł magistra inżyniera. W 2002 ukończył podyplomowe Studium Prawa Samorządowego na Polskiej Akademii Nauk.
W 1994 uzyskał mandat radnego pniewskiej Rady Miejskiej oraz został wybrany delegatem na Sejmik Wojewódzki z gminy Pniewy. W 1996, 1998, 2002 i 2006 był wybierany na burmistrza gminy Pniewy. W 2010 i 2014 przegrywał wybory z Jarosławem Przewoźnym.
Od 1996 jest honorowym członkiem Bractwa Kurkowego Pniewy. Od 2002 był członkiem Komitetu Sterującego (do 2006), Wielkopolskiego Zespołu ds. Innowacji powołanego przez Marszałka Województwa Wielkopolskiego (do 2008) oraz jest członkiem Wojewódzkiej Rady Bezpieczeństwa Ruchu Drogowego. Członek Zespołu ds. Edukacji i Nauki powołanego przez marszałka województwa wielkopolskiego (od 2008).
Od 1999 do 2010 był prezesem Klubu Sportowego Sokół Pniewy. Był (od 2004) członkiem zarządu Wielkopolskiego Związku Piłki Nożnej. W 2008 został też przewodniczącym Klubów Strefy Poznańskiej Wielkopolskiego Związku Piłki Nożnej. Od 2002 do 2011 przewodniczący Stowarzyszenia Gmin i Powiatów Wielkopolskich.
W 2010 został przewodniczącym Zarządu Powiatowego Platformy Obywatelskiej. W 2014 z jej listy kandydował bezskutecznie do rady powiatu szamotulskiego, a w 2018 z listy Koalicji Obywatelskiej do sejmiku województwa wielkopolskiego.
W 2008 został odznaczony Złotą Odznaką Honorową Polskiego Związku Piłki Nożnej. 

## Życie prywatne
Żonaty z Ireną Nowicka-Chojarą, lekarzem pediatrą. Mają dwoje dzieci, córkę Agnieszkę i syna Piotra.